# Javier Fernández Aguado
Javier  Fernández Aguado (Madrid, 1961) es un escritor y doctor en economía, experto en administración, español.

## Biografía
Nacido en Madrid, es doctor en Ciencias Económicas y Empresariales por la Universidad Complutense de Madrid (1996). Entre sus galardones se encuentran el Premio Nacional J. A. Artigas a la mejor investigación en Ciencias Sociales 1997, y es el único español que ha recibido el premio Peter Drucker a la Innovación en Management (EE. UU., 2008). En la actualidad es Presidente de MindValue.
Fernández Aguado ha escrito setenta libros, varios encuadrados en la colección creada por LID Editorial con su nombre.
Creador de seis modelos de dos modelos de diagnóstico organizativo ("Gestión de lo Imperfecto" y "Patologías organizativas") y varios de transformación: "Feelings Management", "Will Management" y "Dirección por Hábitos".
Se han escrito trescientos libros y ensayos analizando su pensamiento. Una veintena de ellos, procedentes de seis países de Europa y América, que han sido recogidos por el británico Christopher Smith en el libro El management del siglo XXI. Reflexiones sobre el pensamiento de Javier Fernández Aguado. Entre otros, participan en ese libro Eduardo Punset, Marcos Urarte y Nuria Chinchilla.
En 2010 se celebró en Madrid un Simposio para analizar su pensamiento. Asistieron 600 profesionales de doce países de Europa y América. Meses después fue publicado un libro con las ponencias.

## Publicaciones

### Individuales
- Le sfide dell’esistenza, Ares, 1990.
- La causa sui en Descartes, Semsa, 1991.
- La arrogancia de Hayek, UCM, 1993.
- Historia de la Escuela de Comercio de Madrid y su influencia en la formación gerencial española (1850-1970), AECA-Icotme, 1997.
- La formación como ventaja competitiva, ESUMA-University of Hertfordshire, 1997.
- Ética, profesión y virtud, Grupo de Estudios Jurídicos, 1998.
- Habilidades directivas: una aproximación, Seguros Génesis, 1999.
- Dirigir personas en la empresa. Enfoque conceptual y aplicaciones prácticas, Pirámide, 1999.
- Sobre el hombre y la empresa, Instituto Superior de Técnicas y Prácticas Bancarias-ISTPB, 1999.
- Crear empresa, CIE Dossat 2000, 2000.
- Mil consejos para un directivo, CIE Dossat 2000, 2000.
- Dirección por Hábitos y Desarrollo de Personas, La Caixa, 2001.
- La gestión de lo imperfecto, La Caixa, 2001.
- Dirección por Valores, AECA, 2001.
- La empresa en el cine. 70 películas para la formación empresarial, CIE Dossat 2000, 2001.
- Curso de habilidades directivas, Instituto Superior de Técnicas y Prácticas Bancarias-ISTPB, 2001.
- La felicidad posible, CIE Dossat 2000, 2001.
- Dirigir y motivar equipos. Claves para un buen gobierno, Ariel, 2002.
- Management: la enseñanza de los clásicos, Ariel, 2003.
- Managing the Imperfect, Instituto de Estudios Superiores-Deloitte, 2003.
- Management par la Valeur, Safetykleen, 2003.
- Feelings Management. La Gestión de los sentimientos organizativos, la Caixa, 2004.
- Liderar en tiempos de incertidumbre, Mindvalue-Hertz, 2005.
- Fundamentos de organización de empresas. Breve historia del Management, Narcea, 2006.
- Patologías organizativas, Mindvalue, 2007.
- Formar directivos y otros ensayos, Instituto Internacional Bravo Murillo, 2007.
- El alma de las organizaciones, MindValue, 2009.
- Templarios. Enseñanzas para organizaciones contemporáneas, MindValue, 2010.
- Versión con introducción y notas de Ética a Nicómaco, de Aristóteles, LID, 2001.
- Preparar la postcrisis. Enseñanzas de la Grecia clásica, Crecento-Expansión, 2010.
- 1010 Consejos para un emprendedor, LID, 2011.
- El diccionario del liderazgo, LID, 2012.
- Roma, Escuela de directivos, LID, 2012.
- "Egipto, escuela de directivos", LID, 2013.
- "El management del III Reich", LID, 2014.
- "¡Camaradas! De Lenin a hoy", LID, 2017
- "Jesuitas, liderar talento libre", LID, 2018
- "Liderar en un mundo imperfecto", LID, 2019
- "2000 años liderando equipos", Kolima, 2020
- "El encuentro de cuatro imperios. El management de españoles, aztecas, incas y mayas", Kolima, 2022
- "Entrevista a Aristóteles", LID, 2023
- "Entrevista a Stalin", Kolima, 2024
- "Management Pontificio", LID, 2025
- "Entrevista a Simón Bolívar", Kolima, 2025

### Colectivas
- Diccionario enciclopédico Empresarial, BBV-Instituto Superior de Técnicas y Prácticas Bancarias-ISTPB, 1999.
- El euro y la empresa, Instituto Superior de Técnicas y Prácticas Bancarias-ISTPB, 1999.
- Cómo elaborar un manual de franquicia. Un ejemplo práctico, CIE Dossat 2000, 2000.
- Proverbios para la empresa. Sabiduría de siempre para directivos de hoy, CIE Dossat 2000, 2.ª edición, 2000.
- Manual de creación de empresa. Como emprender y consolidar un proyecto empresarial, Edisofer, 2000.
- Técnicas para mejorar la gestión empresarial, Instituto Superior de Técnicas y prácticas Bancarias, 2000.
- Gestión y Dirección de Recursos Humanos, Instituto Superior de Técnicas y prácticas Bancarias, 2000.
- La inversión bursátil sin secretos, Instituto Superior de técnicas y prácticas Bancarias-BBVA, 2000.
- La ética en los negocios, Ariel, 2001.
- Diccionario Enciclopédico Profesional de Finanzas y Empresa, ACCENTURE-Instituto Superior de Técnicas y Prácticas Bancarias, 20001.
- Dirigir en el siglo XXI, Deusto, 2002.
- Nuevas claves para la Dirección Estratégica, Ariel, 2002.
- Management español: los mejores textos, Ariel, 2002.
- Creación de empresa; los mejores textos, Ariel, 2003.
- Desaprendizaje organizativo, Ariel, 2004.
- Ética y actividad empresarial, Minerva, 2004.
- Will Management, GEC, 2004.
- La concepción española del liderazgo, Deloitte-Instituto de Empresa, 2004.
- Progreso directivo y Coaching empresarial, Eunsa, 2005.
- Feelings Management. Una aplicación práctica, Thinking Heads, 2005.
- La contabilidad como magisterio. Homenaje al profesor Rafael Ramos Cerveró, Universidad de Sevilla-Universidad de Valladolid, 2005.
- El arte de emprender. Manual para la formación de emprendedores, Universidad Nebrija-BBVA, 2007.
- Cambiar para crecer, Confederación Española de Directivos y Ejecutivos-CEDE, 2007.
- Patologías en las organizaciones, LID, 2007.
- La soledad del directivo, LI, 2011.
- La sociedad que no amaba a las mujeres, LID, 2012.
- Claves del Management, LID, 2013.